# Liste von Kirchen in Bratislava
Diese Liste enthält Sakralbauten in der Stadt Bratislava, geordnet nach Konfessionen (römisch-katholisch, evangelisch, orthodox usw.).
Die Liste ist folgendermaßen aufgebaut:
- Name: in der ersten Spalte deutscher Name, in der zweiten Spalte Originalname auf Slowakisch
- Standort: Straße mit Nummer, Postleitzahl und Stadtteil, ggf. Gemarkung und Koordinaten
- Baujahr: bezieht sich immer auf die Erstausführung der aktuellen Kirche
- Architekt: Name des verantwortlichen Architekten für die Erstausführung, falls verfügbar
- Stil: heutige Hauptstilrichtung
- Anmerkung: ergänzende Informationen, z. B. heutige oder ehemalige Nutzung, ehemalige Patrozinien usw.

## Römisch-katholische Kirchen
Die Kirchen der römisch-katholischen Kirche gehören zu den folgenden Dekanaten:
- Bratislava-Juh (Stadtteile Čunovo, Jarovce, Petržalka, Podunajské Biskupice, Rusovce und Vrakuňa)
- Bratislava-Stred (Stadtteile Nové Mesto, Rača, Ružinov, Staré Mesto und  Vajnory)
- Bratislava-Sever (Stadtteile Devín, Devínska Nová Ves, Dúbravka, Karlova Ves, Lamač und Záhorská Bystrica)

Die Dekanate liegen allesamt im Erzbistum Bratislava.

### Kathedralen
| deutscher Name                                           | slowakischer Name                             | Standort                                                                      | Baujahr   | Stil     | Architekt         | Anmerkung                                                                       | Bild                              |
| -------------------------------------------------------- | --------------------------------------------- | ----------------------------------------------------------------------------- | --------- | -------- | ----------------- | ------------------------------------------------------------------------------- | --------------------------------- |
| Martinsdom Kathedrale des Heiligen Martin                | Dóm svätého Martina Katedrála svätého Martina | Rudnayovo námestie 1 811 01 Bratislava-Staré Mesto 48° 8′ 31″ N, 17° 6′ 17″ O | 1311–1510 | Neugotik | –                 | Kathedrale des Erzbistums Bratislava, Krönungskirche                            | Martinsdom                        |
| Kathedrale des heiligen Sebastian                        | Katedrála svätého Šebastiána                  | Pekná cesta 2B 831 06 Bratislava-Rača, Krasňany 48° 11′ 44″ N, 17° 8′ 37″ O   | 2007–2009 | Moderne  | Ladislav Bánhegyi | Kathedrale des Slowakischen Militärordinariats                                  | Kathedrale des heiligen Sebastian |
| Trinitarierkirche Kirche des Heiligen Johannes von Matha | Kostol trinitárov Kostol svätého Jána z Mathy | Veterná 1 811 03 Bratislava-Staré Mesto 48° 8′ 46″ N, 17° 6′ 25″ O            | 1717–1727 | Barock   | Franz Jangl       | war 2003–2009 Kathedrale des Slowakischen Militärordinariats, heute Pfarrkirche | Trinitarierkirche                 |

### Pfarrkirchen
| deutscher Name                        | slowakischer Name                      | Standort                                                                               | Baujahr          | Stil                | Architekt                                    | Anmerkung | Bild                                  |
| ------------------------------------- | -------------------------------------- | -------------------------------------------------------------------------------------- | ---------------- | ------------------- | -------------------------------------------- | --- | ------------------------------------- |
| Cosmas-und-Damian-Kirche              | Kostol svätých Kozmu a Damiána         | Strmé sady 841 01 Bratislava-Dúbravka 48° 11′ 7″ N, 17° 1′ 28″ O                       | 1720/1723        | Barock              | –                                            | – | Cosmas-und-Damian-Kirche              |
| St.-Elisabeth-Kirche                  | Kostol svätej Alžbety                  | Bezručova 2 811 09 Bratislava-Staré Mesto 48° 8′ 36″ N, 17° 7′ 0″ O                    | 1909–1913        | Jugendstil          | Ödön Lechner                                 | auch als Blaue Kirche (Modrý kostolík) bekannt                                                                                          | Elisabethkirche                       |
| Heilige-Familie-Kirche                | Kostol Svätej rodiny                   | Námestie Jána Pavla II. 1 851 02 Bratislava-Petržalka 48° 6′ 46″ N, 17° 6′ 26″ O       | 2001–2003        | Moderne             | Ivan Kolenič                                 | Standort der vom Papst Johannes Paul II. zelebrierten Messe in Anwesenheit von 250.000 Gläubigen am 11. September 2003                  | Heilige-Familie-Kirche                |
| Heilig-Geist-Kirche                   | Kostol Ducha Svätého                   | Istrijská 15 841 07 Bratislava-Devínska Nová Ves 48° 12′ 26″ N, 16° 58′ 28″ O          | ca. 1580         | Renaissance         | –                                            | – | Heilig-Geist-Kirche                   |
| Herz-Jesu-Kirche                      | Kostol Najsvätejšieho Srdca Ježišovho  | Klenová 87 831 01 Bratislava-Nové Mesto, Kramáre 48° 10′ 6″ N, 17° 5′ 34″ O            | 2005             | Moderne             | –                                            | – |                                       |
| Kirche Königin der Familie            | Kostol Kráľovnej rodiny                | Teplická 2 831 02 Bratislava-Nové Mesto 48° 10′ 27″ N, 17° 7′ 35″ O                    | 1997–1999        | –                   | –                                            | – | Königin-der-Familie-Kirche            |
| Kreuzerhöhungskirche                  | Kostol Povýšenia svätého Kríža         | Daliborovo námestie 1 851 01 Bratislava-Petržalka 48° 7′ 45″ N, 17° 5′ 55″ O           | 1931–1932        | Funktionalismus     | Vladimír Karfík                              | von Salesianern verwaltet | Kreuzerhöhungskirche                  |
| Heilig-Kreuz-Kirche                   | Kostol svätého Kríža                   | Námestie práce 841 10 Bratislava-Devín 48° 10′ 24″ N, 16° 59′ 14″ O                    | 14. Jh.          | Barock              | –                                            | ursprünglich gotisch gestaltet | Heilig-Kreuz-Kirche                   |
| St.-Margareta-Kirche                  | Kostol svätej Margity Uhorskej         | Vrančovičova 58 841 03 Bratislava-Lamač 48° 11′ 33″ N, 17° 3′ 3″ O                     | 1947–1951        | –                   | Milan Michal Harminc                         | ersetzte eine ältere Kirche aus dem 16. Jahrhundert                                                                                     | St.-Margareta-Kirche                  |
| Kirche Maria, Helferin der Christen   | Kostol Panny Márie Pomocnice kresťanov | Miletičova 7 821 08 Bratislava-Ružinov 48° 9′ 18″ N, 17° 8′ 3″ O                       | 1996–1997        | –                   | Mária Ada Weberová Marian Weber              | von Salesianern verwaltet | Maria, Helferin der Christen          |
| Maria-Magdalena Kirche                | Kostol svätej Márie Magdalény          | Gerulatská 63 851 10 Bratislava-Rusovce 48° 3′ 19″ N, 17° 8′ 57″ O                     | 1662             | Frühbarock          | –                                            | – | Maria-Magdalena-Kirche                |
| Kirche Maria von den Sieben Schmerzen | Kostol Sedembolestnej Panny Márie      | Betliarska 3 851 07 Bratislava-Petržalka, Lúky 48° 5′ 57″ N, 17° 6′ 41″ O              | 2001             | Moderne             | –                                            | – | Kirche Maria von den Sieben Schmerzen |
| Kirche Maria von den Sieben Schmerzen | Kostol Sedembolestnej Panny Márie      | Baničova 14 831 07 Bratislava-Vajnory 48° 12′ 23″ N, 17° 12′ 22″ O                     | 1270–1278        | –                   | –                                            | vorher der Jungfrau Maria und anschließend Ladislaus dem Heiligen geweiht                                                               | Kirche Maria von den Sieben Schmerzen |
| Maria-Schnee-Kirche                   | Kostol Panny Márie Snežnej             | Na Kalvárii 10 811 04 Bratislava-Staré Mesto, Kalvária 48° 9′ 29″ N, 17° 5′ 53″ O      | 1943–1947        | –                   | Bohuslav Fuchs Ignác Vécsei Dezider Quastler | von Dominikanern verwaltet | Maria-Schnee-Kirche                   |
| Mariä-Geburt-Kirche                   | Kostol narodenia Panny Márie           | Pribišova 49 841 05 Bratislava-Karlova Ves, Dlhé diely 48° 9′ 18″ N, 17° 2′ 56″ O      | 1995             | Moderne             | –                                            | – |                                       |
| Mariä-Himmelfahrt-Kirche              | Kostol Nanebovzatia Panny Márie        | Floriánske námestie 811 07 Bratislava-Staré Mesto 48° 9′ 10″ N, 17° 7′ 8″ O            | 1885–1888        | Eklektizismus       | –                                            | im Volksmund oft auch Blumentál oder Blumentálsky kostol nach historischem Stadtteil Kvetná dolina (umg. Blumentál, deutsch Blumenthal) | Mariä-Himmelfahrt-Kirche              |
| Mariä-Namen-Kirche                    | Kostol Mena Panny Márie                | Poľnohospodárska 3 821 07 Bratislava-Vrakuňa 48° 8′ 49″ N, 17° 12′ 26″ O               | 1993–1994        | –                   | –                                            | steht neben der älteren Mariä-Namen-Kapelle aus dem Jahr 1879                                                                           | Mariä-Namen-Kirche                    |
| Erzengel-Michael-Kirche               | Kostol svätého Michala Archanjela      | Hraničiarska 851 10 Bratislava-Čunovo 48° 1′ 56″ N, 17° 12′ 1″ O                       | 1783             | Spätbarock          | –                                            | – | Erzengel-Michael-Kirche               |
| Erzengel-Michael-Kirche               | Kostol svätého Michala Archanjela      | Karloveská cesta 841 04 Bratislava-Karlova Ves 48° 9′ 3″ N, 17° 3′ 42″ O               | Ende des 18. Jh. | Spätbarock          | –                                            | Pfarrkirche der Minoriten | Erzengel-Michael-Kirche               |
| Nikolauskirche                        | Kostol svätého Mikuláša                | Mandľová 81 851 10 Bratislava-Jarovce 48° 3′ 57″ N, 17° 6′ 39″ O                       | 1763–1765        | Spätbarock          | –                                            | Turm erst 1884 gebaut, 1945 von den deutschen Truppen geschleift, 1970 wiederaufgebaut                                                  | Nikolauskirche                        |
| Nikolauskirche                        | Kostol svätého Mikuláša                | Trojičné námestie 4 821 06 Bratislava-Podunajské Biskupice 48° 7′ 27″ N, 17° 12′ 35″ O | 1221?            | Barock Klassizismus | –                                            | ursprünglich im romanischen Stil angelegt                                                                                               | Nikolauskirche                        |
| Peter-und-Paul-Kirche                 | Kostol svätých Petra a Pavla           | Čs. tankistov 137 841 06 Bratislava-Záhorská Bystrica 48° 14′ 29″ N, 17° 2′ 21″ O      | 1803–1805        | Barock Klassizismus | –                                            | – | Peter-und-Paul-Kirche                 |
| Philippus-und-Jakobus-Kirche          | Kostol svätých Filipa a Jakuba         | Alstrova 121 831 06 Bratislava-Rača 48° 12′ 42″ N, 17° 8′ 49″ O                        | 1306/1390        | –                   | –                                            | vorher verschiedene Patrozinien, letzter Umbau 1888                                                                                     | Philippus-und-Jakobus-Kirche          |
| Vinzenzkirche                         | Kostol svätého Vincenta de Paul        | Tomášikova 8 827 29 Bratislava-Ružinov 48° 9′ 10″ N, 17° 9′ 53″ O                      | 2000             | Moderne             | Eduard Šutek                                 | von Vinzentinern verwaltet |                                       |

### Kirchengebäude
| deutscher Name                      | slowakischer Name                      | Standort                                                                            | Baujahr   | Stil         | Architekt                     | Anmerkung | Bild                          |
| ----------------------------------- | -------------------------------------- | ----------------------------------------------------------------------------------- | --------- | ------------ | ----------------------------- | --- | ----------------------------- |
| Arnold-Janssen-Kirche               | Kostol svätého Arnolda Janssena        | Krupinská 2 851 01 Bratislava-Petržalka 48° 7′ 28″ N, 17° 5′ 41″ O                  | –         | –            | –                             | von Steyler Missionaren verwaltet |                               |
| Don-Bosco-Kirche                    | Kostol svätého Don Bosca               | Okružná 13 821 04 Bratislava-Ružinov, Trnávka 48° 9′ 59″ N, 17° 9′ 53″ O            | 1937–1938 | –            | –                             | von Salesianern verwaltet |                               |
| Dreifaltigkeitskirche               | Kostol Najsvätejšej Trojice            | Žižkova 3 811 01 Bratislava-Staré Mesto 48° 8′ 25″ N, 17° 5′ 51″ O                  | 1734–1738 | –            | –                             | im ehemaligen Stadtteil Podhradie | Dreifaltigkeitskirche         |
| Elisabethkirche                     | Kostol svätej Alžbety                  | Špitálska 21 812 32 Bratislava-Staré Mesto 48° 8′ 48″ N, 17° 6′ 51″ O               | 1739–1743 | Barock       | Franz Anton Pilgram           | von Elisabethinen verwaltet | Elisabethkirche               |
| Heiligster-Erlöser-Kirche           | Kostol Najsvätejšieho Spasiteľa        | Františkánske námestie 4 811 01 Bratislava-Staré Mesto 48° 8′ 38″ N, 17° 6′ 31″ O   | 1636–1638 | –            | –                             | ursprünglich evangelische Kirche, 1672 katholisch, heute von Jesuiten verwaltet, deshalb oft auch Jezuitský kostol genannt                                                                                             | Jesuitenkirche                |
| Franz-von-Assisi-Kirche             | Kostol svätého Františka z Assisi      | Námestie sv. Františka 4 841 04 Bratislava-Karlova Ves 48° 9′ 35″ N, 17° 3′ 8″ O    | 2000–2002 | Moderne      | Justus Dahinden               | von Minoriten verwaltet | Franz-von-Assisi-Kirche       |
| Heilig-Geist-Kirche                 | Kostol Ducha Svätého                   | M. Schneidera-Trnavského 19 841 01 Bratislava-Dúbravka 48° 11′ 6″ N, 17° 2′ 14″ O   | 2000–2002 | Moderne      | Ľudovít Režucha Marián Lupták | – | Heilig-Geist-Kirche           |
| Kirche Verkündigung des Herrn       | Kostol zvestovania Pána                | Františkánska 2 811 01 Bratislava-Staré Mesto 48° 8′ 41″ N, 17° 6′ 29″ O            | 1280–1297 | Barock       | –                             | ursprünglich gotisch gestaltet, älteste erhaltene Kirche der Altstadt, 1563–1830 wurden hier ausgewählte Personen zu Rittern geschlagen; Teil des Franziskaner-Klosters, deshalb oft auch Františkánsky kostol genannt | Kirche Verkündigung des Herrn |
| Herz-Jesu-Kirche                    | Kostol Najsvätejšieho Srdca Ježišovho  | Krásna 22 821 05 Bratislava-Ružinov, Prievoz 48° 8′ 41″ N, 17° 10′ 3″ O             | 1933      | –            | –                             | Teil des gegen 1902 erbauten Csáky-Landschlosses und Teil eines Krankenhauses, von Franziskanerinnen verwaltet | Herz-Jesu-Kirche              |
| Josefskirche                        | Kostol svätého Jozefa                  | Kazanská 821 01 Bratislava-Podunajské Biskupice, Komárov 48° 8′ 0″ N, 17° 12′ 10″ O | 1640      | –            | –                             | – | Josefskirche                  |
| Klarissenkirche                     | Kostol klarisiek                       | Klariská 5 811 01 Bratislava-Staré Mesto 48° 8′ 38″ N, 17° 6′ 20″ O                 | 14. Jh.   | Gotik        | –                             | heute Konzert- und Theatersaal | Klarissenkirche               |
| Heilig-Kreuz-Kirche                 | Kostol svätého Kríža                   | Krajinská 91 825 56 Bratislava-Podunajské Biskupice 48° 7′ 34″ N, 17° 12′ 31″ O     | nach 1945 | –            | –                             | 1992 geweiht, am Standort des ehemaligen Klosters der Kreuzschwestern, heute geriatrisches Krankenhaus; beherbergt seit 2003 sterbliche Überreste der Seliggesprochenen Zdenka Schelingová                             |                               |
| Kyrill-und-Method-Kirche            | Kostol svätého Cyrila a Metoda         | Puškinova 1 811 04 Bratislava-Staré Mesto 48° 9′ 14″ N, 17° 6′ 21″ O                | 1935–1936 | –            | ursprünglich Kapelle          | von Redemptoristen verwaltet |                               |
| Ladislauskirche                     | Kostol svätého Ladislava               | Špitálska 7 811 08 Bratislava-Staré Mesto 48° 8′ 45″ N, 17° 6′ 47″ O                | 1830–1832 | Klassizismus | Ignaz Feigler der Ältere      | dritte Kirche/Kapelle an dieser Stelle, erste wurde 1309 erwähnt | Ladislauskirche               |
| Maria-Heimsuchung-Kirche            | Kostol navštívenia Panny Márie         | Námestie SNP 10 811 06 Bratislava-Staré Mesto 48° 8′ 44″ N, 17° 6′ 39″ O            | 1690–1692 | Barock       | –                             | Teil des Klosters und Universitätskrankenhauses mit Poliklinik der Barmherzigen Brüder (Univerzitná nemocnica s poliklinikou Milosrdní bratia)                                                                         | Maria-Heimsuchung-Kirche      |
| Kirche Maria, Helferin der Christen | Kostol Panny Márie Pomocnice kresťanov | Detvianska 831 06 Bratislava-Rača 48° 12′ 36″ N, 17° 9′ 21″ O                       | 1936–1937 | –            | František Krížik              | – |                               |
| Maria-Loretto-Kirche                | Kostol Panny Márie Loretánskej         | Uršulínska 811 01 Bratislava-Staré Mesto 48° 8′ 42″ N, 17° 6′ 34″ O                 | 1659–1663 | –            | –                             | ursprünglich evangelisch, 1672 katholisch, Teil des Ursulinen-Klosters, deshalb im Volksmund Uršulínsky kostol genannt                                                                                                 | Maria-Loretto-Kirche          |
| Mariä-Himmelfahrt-Kirche            | Kostol Nanebovzatia Panny Márie        | Palackého 1 811 01 Bratislava-Staré Mesto 48° 8′ 31″ N, 17° 6′ 38″ O                | 1754      | –            | –                             | gebaut als Teil eines nicht vollendeten Klostergebäudes mit vier Flügeln | Mariä-Himmelfahrt-Kirche      |
| Stephanskirche                      | Kostol svätého Štefana                 | Župné námestie 10 814 99 Bratislava-Staré Mesto 48° 8′ 43″ N, 17° 6′ 19″ O          | 1708–1711 | Neoromanisch | –                             | Teil des Kapuziner-Klosters, deshalb auch Kapucínsky kostol genannt | Stephanskirche                |
| Veitskirche                         | Kostol svätého Víta                    | Balkánska 851 10 Bratislava-Rusovce 48° 2′ 58″ N, 17° 9′ 6″ O                       | 1613      | Renaissance  | –                             | im südlichen Teil des Schlossparks beim Schloss Karlburg gelegen | Veitskirche                   |

### Kapellen
| deutscher Name                         | slowakischer Name                  | Standort                                                                        | Baujahr               | Stil               | Architekt       | Anmerkung                                                               | Bild                         |
| -------------------------------------- | ---------------------------------- | ------------------------------------------------------------------------------- | --------------------- | ------------------ | --------------- | ----------------------------------------------------------------------- | ---------------------------- |
| Corpus-Christi-Kapelle                 | Kaplnka Božieho Tela               | Panská 11 811 01 Bratislava-Staré Mesto 48° 8′ 33″ N, 17° 6′ 29″ O              | 1772                  | Barock             | –               | Vorgänger 1396 erwähnt                                                  | Corpus-Christi-Kapelle       |
| Dominikus-Savio-Kapelle                | Kaplnka svätého Dominika Sávia     | Mamateyova 4 851 04 Bratislava-Petržalka 48° 7′ 33″ N, 17° 7′ 35″ O             | 1996?                 | –                  | –               | Teil des Jugendzentrums Mamateyka, von Salesianern verwaltet            |                              |
| Elisabethkapelle                       | Kaplnka svätej Alžbety             | Heydukova 10 812 50 Bratislava-Staré Mesto 48° 8′ 49″ N, 17° 6′ 48″ O           | –                     | –                  | –               | Teil des Krankenhauskomplexes Onkologický ústav sv. Alžbety             |                              |
| Katharinakapelle                       | Kaplnka svätej Kataríny            | Michalská 8 811 01 Bratislava-Staré Mesto 48° 8′ 40″ N, 17° 6′ 24″ O            | 1311–1325             | Gotik Klassizismus | –               | älteste gotische Kapelle der Stadt                                      | Katharinakapelle             |
| Kyrill-und-Method-Kapelle              | Kaplnka svätéhé Cyrila a Metoda    | Antolská 11 851 07 Bratislava-Petržalka 48° 6′ 4″ N, 17° 7′ 7″ O                | –                     | –                  | –               | Teil des Krankenhauskomplexes Univerzitná nemocnica sv. Cyrila a Metoda |                              |
| Ladislauskapelle                       | Kaplnka svätého Ladislava          | Primaciálne námestie 3 814 99 Bratislava-Staré Mesto 48° 8′ 40″ N, 17° 6′ 37″ O | 1778–1781             | Klassizismus       | Melchior Hefele | im Hinterflügel des Primatialpalais gelegen                             | Ladislauskapelle             |
| Maria-vom-Rosenkranz-Kapelle           | Kaplnka Ružencovej Panny Márie     | Brižitská 15 841 01 Bratislava-Dúbravka 48° 11′ 21″ N, 17° 1′ 29″ O             | 2. Hälfte des 18. Jh. | –                  | –               | Überreste einer nicht vollendeten Kirche im Barockstil (?)              | Maria-vom-Rosenkranz-Kapelle |
| Kapelle Maria von den Sieben Schmerzen | Kaplnka Sedembolestnej Panny Márie | Šancová 110 831 04 Bratislava-Nové Mesto 48° 9′ 28″ N, 17° 7′ 30″ O             | –                     | –                  | –               | Teil des Krankenhauses Železničná nemocnica s poliklinikou              |                              |
| Rosalienkapelle                        | Kaplnka svätej Rozálie             | Rozálska 841 03 Bratislava-Lamač 48° 11′ 20″ N, 17° 3′ 1″ O                     | 1680–1682             | –                  | –               | nach der Pestepidemie 1678–1679 in Pressburg erbaut                     | Rosalienkapelle              |

## Evangelische Kirchen A. B.
| deutscher Name             | slowakischer Name        | Standort                                                                           | Baujahr   | Stil                | Architekt            | Anmerkung                                                             | Bild                       |
| -------------------------- | ------------------------ | ---------------------------------------------------------------------------------- | --------- | ------------------- | -------------------- | --------------------------------------------------------------------- | -------------------------- |
| Evangelische Kirche        | Evanjelický kostol       | M. Schneidera-Trnavského 2 841 01 Bratislava-Dúbravka 48° 10′ 43″ N, 17° 2′ 44″ O  | 1980er    | –                   | –                    | ursprünglich Trauungssaal, 2003 von der ECAV erworben                 | Evangelische Kirche        |
| Evangelische Kirche        | Evanjelický kostol       | Alstrova 36 831 06 Bratislava-Rača 48° 12′ 37″ N, 17° 8′ 44″ O                     | 1835      | Klassizismus        | –                    | Turm erst 1905 erbaut                                                 | Evangelische Kirche        |
| Evangelische Kirche        | Evanjelický kostol       | Maďarská 19 851 10 Bratislava-Rusovce 48° 3′ 15″ N, 17° 8′ 55″ O                   | 1921      | –                   | –                    | –                                                                     | Evangelische Kirche        |
| Evangelische Kirche        | Evanjelický kostol       | Radničné námestie 2 821 05 Bratislava-Ružinov, Prievoz 48° 8′ 58″ N, 17° 10′ 17″ O | 1927      | Kubismus            | –                    | –                                                                     | Evangelische Kirche        |
| Große Evangelische Kirche  | Veľký evanjelický kostol | Panenská 811 03 Bratislava-Staré Mesto 48° 8′ 52″ N, 17° 6′ 20″ O                  | 1774–1777 | Barock Klassizismus | Matthias Walch       | ursprünglich für deutschsprachige Gläubige bestimmt                   | Große Evangelische Kirche  |
| Kleine Evangelische Kirche | Malý evanjelický kostol  | Panenská 811 03 Bratislava-Staré Mesto 48° 8′ 52″ N, 17° 6′ 17″ O                  | 1776–1777 | Barock              | Matthias Walch       | ursprünglich für slowakisch- und ungarischsprachige Gläubige bestimmt | Kleine Evangelische Kirche |
| Neue Evangelische Kirche   | Nový evanjelický kostol  | Legionárska 6 811 06 Bratislava-Staré Mesto 48° 9′ 22″ N, 17° 7′ 19″ O             | 1932–1933 | –                   | Milan Michal Harminc | –                                                                     | Neue Evangelische Kirche   |

## Orthodoxe Kirchen
| deutscher Name                | slowakischer Name        | Standort                                                               | Baujahr   | Stil | Architekt | Anmerkung                                                               | Bild                          |
| ----------------------------- | ------------------------ | ---------------------------------------------------------------------- | --------- | ---- | --------- | ----------------------------------------------------------------------- | ----------------------------- |
| Nikolauskirche                | Chrám svätého Nikolaja   | Mikulášska 13 811 01 Bratislava-Staré Mesto 48° 8′ 35″ N, 17° 6′ 12″ O | 1661      | –    | –         | seit 1950 orthodox, vorher griechisch-katholisch und römisch-katholisch | Nikolauskirche                |
| Kirche des heiligen Rastislav | Chrám svätého Rastislava | Tomášikova 34 821 01 Bratislava-Ružinov 48° 9′ 52″ N, 17° 9′ 10″ O     | 2002–2013 | –    | –         | 2013 geweiht, Bau 2003–2007 wegen Schulden unterbrochen                 | Kirche des heiligen Rastislav |

## Griechisch-katholische Kirchen
| deutscher Name       | slowakischer Name                                | Standort                                                               | Baujahr   | Stil | Architekt                 | Anmerkung                                                          | Bild                 |
| -------------------- | ------------------------------------------------ | ---------------------------------------------------------------------- | --------- | ---- | ------------------------- | ------------------------------------------------------------------ | -------------------- |
| Kreuzerhöhungskirche | Chrám Povýšenia vznešeného a životodarného Kríža | 29. augusta 7 811 08 Bratislava-Staré Mesto 48° 8′ 52″ N, 17° 7′ 17″ O | 1859–1860 | –    | Ignaz Feigler der Jüngere | Kathedralkirche der Eparchie Bratislava; vorher römisch-katholisch | Kreuzerhöhungskirche |

## Andere Konfessionen
| deutscher Name                                      | slowakischer Name                      | Standort                                                                 | Baujahr   | Stil         | Architekt                     | Anmerkung                                                                                           | Bild                                                |
| --------------------------------------------------- | -------------------------------------- | ------------------------------------------------------------------------ | --------- | ------------ | ----------------------------- | --------------------------------------------------------------------------------------------------- | --------------------------------------------------- |
| Calvinistische Kirche                               | Kalvínsky kostol                       | Námestie SNP 4 811 01 Bratislava-Staré Mesto 48° 8′ 46″ N, 17° 6′ 33″ O  | 1912–1913 | Neoromanisch | Ferenc Wimmer Flóris Opaterny | –                                                                                                   | Calvinistische Kirche                               |
| Chorhaus der Brüderlichen Vereinigung der Baptisten | Zborový dom Bratskej jednoty baptistov | Palisády 27/A 811 03 Bratislava-Staré Mesto 48° 8′ 50″ N, 17° 5′ 58″ O   | 1868      | –            | –                             | zuerst Kapelle, später evangelische Kirche, seit 1977 finden hier Gottesdienste der Baptisten statt | Chorhaus der Brüderlichen Vereinigung der Baptisten |
| Kirche der Brüderkirche                             | Kostol Cirkvi bratskej                 | Cukrová 4 811 08 Bratislava-Staré Mesto 48° 8′ 55″ N, 17° 7′ 9″ O        | 1975–1977 | –            | Jan Komrska                   | –                                                                                                   |                                                     |
| Orthodoxe Synagoge                                  | Ortodoxná synagóga                     | Heydukova 11–13 811 03 Bratislava-Staré Mesto 48° 8′ 49″ N, 17° 6′ 44″ O | 1923–1926 | Kubismus     | Artur Szalatnai-Slatinský     | einzige verbliebene Synagoge der Stadt                                                              | Orthodoxe Synagoge                                  |